# Eloy Jáuregui
Leoncio Eloy Jáuregui Coronado (Lima, 13 de enero de 1953-Lima, 7 de enero de 2024) fue un periodista, columnista, poeta y catedrático peruano.

## Biografía
Trabajó en varios medios de comunicación de la prensa escrita de Perú, así como corresponsal en revistas internacionales y fue colaborador en el diario La República, El Peruano, La Primera, Diario Uno y Andina, y formó parte del Movimiento Hora Zero.
Jauregui fue catedrático en la Universidad de Lima, la Universidad de San Martín de Porres, la Universidad Tecnológica del Perú, entre otras.
Publicó diversos libros, como Usted es la culpable (2004), Pa’ bravo yo. Historia de la salsa en el Perú (2011), Tu mala canallada: crónicas periodísticas (2014) y Una pasión crónica (2018).
Durante la pandemia de COVID-19 se contagió de la enfermedad al recorrer diversos centros médicos, como el hospital Dos de Mayo y el hospital Arzobispo Loayza para documentarse para escribir una crónica.

## Publicaciones
- Usted es la Culpable (2004)
- Pa’ Bravo Yo - Historia de la salsa en el Perú (2011)[6]
- Sabor a Mí - Historias del Bolero (2012)
- Tu Mala Canallada - Crónicas periodísticas (2014)
- El Más Vil de los Ofidios - Crónicas (2016)
- Una Pasión Crónica - Tratado de Periodismo Literario (2018)